# الدلاليات (لسانيات)
الدلاليات، (السِّيمَنطِيقَا) ويقال له كذلك علم الدلالة هو علم لغوي حديث يبحث في الدلالة اللغوية، والتي يلتزم فيها حدود النظام اللغوي والعلامات اللغوية دون سواها، ومجاله: «دراسة المعنى اللغوي على صعيد المفردات والتراكيب». وحالياً هناك العديد من الدراسات التي تهتم بعلم السيمانتك باستخدام الحاسبات وكذا استخدام السمانتك في مجال البحث الإلكتروني والطب والصناعة، بالإضافة إلى أن هناك نموذجا متكاملا لوصف علم السيمانتك ويفصل في سبع شفافيات كل شفافية لها العديد من الباحثين العاملين بها كما تحددها الورقة البحثية بعنوانSemantic Arabic Information Retrieval .

## المفهوم
- دلالة الكلمات المركبة.
- العلاقات المعنوية القائمة بين الكلمات (الاشتراك اللفظي، الترادف الدلالي، *التشاكل الدلالي، التضمن الدلالي...).
- شروط الصدق الخاصة بالملفوظات.
- التحليل النقدي للخطاب.
- التداولية منظورا إليها كفرع من الدلالية.

إن مصطلح الدلالية يستخدم عادة في مقابل مصطلح التركيبية (أو الدالية) في الدراسة التي تتناول لغات البرمجة ضمن ميدان المعلوميات، فهناك بين الدلالية والتركيبية نفس العلاقة الموجودة بين المحتوى والصورة.

## في البرمجة
كيفية تأثير الأمر البرمجي أو الكود أو عدة أكواد أو الأوامر على تنفيذ البرنامج. بكلمات أخرى معنى الكود البرمجي في وقت التنفيذ، ماذا يفعل وعلى ماذا يؤثر.

## عند الإغريق
أولى فلاسفة اليونان اهتماماً كبيراً لقضية الدلالة في أبحاثهم. ومن أهم القضايا الدلالية التي تناولها اليونان بالدراسة، قضية العلاقة بين اللفظ ومعناه والتي تعارضت فيها نظريتان. ترى الأولى أن العلاقة بين اللفظ ومعناه طبيعية، وترى الثاني أن العلاقة ناجمة عن عرف واصطلاح وتراضٍ بين البشر. ونجد أفلاطون وهو أشهر من يمثل الاتجاه الأول في حواره كراتيل من «أن للألفاظ معنى لازماً متصلاً بطبيعتها أي أنها تعكس –إما بلفظها المعبر وإما ببنية اشتقاقها –الواقع الذي تُعَبِّرُ عنه.» أما الاتجاه الثاني، فيمثله آرسطو إذ يعد الناطق بهذه النظرية القائلة لأن «للألفاظ معنى اصطلاحياً ناجماً عن اتفاق وعن تراضٍ بين البشر.»

## عند المسلمين
ظهرت بدايات هذا العلم عند العرب والمسلمين وقالوا بالعلاقتين الطبيعية أو العرفية بين اللفظ والمعنى، وأشهر من قال بالعلاقة الطبعية بين اللفظ والمعنى هو عباد بن سليمان الصيرمي كما أشار إلى ذلك السيوطي، كذلك يفهم من رأي ابن فارس في النشأة التوقيفية للغة أن العلاقة بين اللفظ والمعنى ذاتية لا عرفية.
أما جمهور اللغويين المسلمين فيرون أن العلاقة بينهما عرفية اصطلاحية ولكن أغلبهم ظل يلتمس مناسبة بين أصوات الألفاظ ومعانيها دون أن يزعموا اطراد ذلك.
كما بحث البلاغيون كالجرجاني والسكاكي وغيرهم، والذين وصلوا إلى دراسة معنى الكلمة (الدال والمدلول)، ومعنى الجملة (الإشارة، والاستدلال)، وتناوله اللغويون الغربيون المحدثون بالبحث والدراسة في أواسط القرن المنصرم؛ حتى غدا اليوم علماً متكاملاً يدرس في أكثر جامعات العالم.

## عند الغربيين
ويرجع أول ظهور لدراسة علمية خاصة بالدلالة إلى أواخر القرن التاسع عشر هي تلك التي قام بها اللغوي الفرنسي ميشال بريال حين كتب بحثاً بعنوان "مقالة في السيمانتيك وذلك سنة 1897. فميشال بريال هو "أول من استعمل المصطلح "سيمانتيك" لدراسة المعنى". وقد كانت دراسة المعنى عنده منصبة على اللغات الهندية الأوروبية مثل اليونانية واللاتينية والسنسكريتية وعدَّ بحثه آنذاك ثورة في دراسة علم اللغة، وأول دراسة حديثة خاصة بتطور معاني الكلمات. وهذا يعني أن الدراسة الدلالية عنده كانت "مقصورة في الواقع على الاشتقاق التاريخي."
وفي سنة 1923 ظهر كتاب آخر تحت عنوان «معنى المعنى» الذي ألفه الإنجليزيان أوجدن Ogdan وريتشاردز Richards. وقد جاء هذا الكتاب نتيجة التأثير الكبير الذي أحدثه ميشال بريال إذ كان بمثابة الموجه إلى قضية هامة تعنى بالمعنى هي السيمانتيك.